# Stiropius bicoloratus
Stiropius bicoloratus är en stekelart som beskrevs av Van Achterberg 1995. Stiropius bicoloratus ingår i släktet Stiropius och familjen bracksteklar. Inga underarter finns listade i Catalogue of Life.